# Progresando Perú
Progresando Perú fue un partido político peruano minoritario. Fue fundado en diciembre de 2015 por el empresario Manuel Ponce Ayala, el partido tuvo como candidato a Miguel Hilario, un académico de ascendencia Shipibo-conibo, como su candidato presidencial.

## Historia
En las elecciones generales celebradas el 10 de abril de 2016, el partido obtuvo el 0,5% del voto popular, quedando noveno. A nivel parlamentario, el partido obtuvo un 0,1% y no obtuvo escaños en el Congreso de la República.
El partido fue posteriormente cancelado por el Jurado Nacional de Elecciones en julio de 2017 junto con otros partidos que no pasaron el umbral electoral.

## Resultados electorales

### Elecciones presidenciales
| Año  | Fórmula presidencial | Fórmula presidencial | Fórmula presidencial | Fórmula presidencial | Votos  | %               | Resultado | Notas                                        |
| Año  | Presidente           | Presidente           | Vicepresidentes      | Vicepresidentes      | Votos  | %               | Resultado | Notas                                        |
| ---- | -------------------- | -------------------- | -------------------- | -------------------- | ------ | --------------- | --------- | -------------------------------------------- |
| 2016 |                      | Miguel Hilario       | 1.º                  | Manuel Ponce         | 75 870 | \| \| 0.49 % \| | 9.º       | Primera participación electoral del partido. |
| 2016 | 2.º                  | Miguel Hilario       | Silvia Pareja        |                      | 75 870 | \| \| 0.49 % \| | 9.º       | Primera participación electoral del partido. |
|      | 0.49 %               |                      |                      |                      |        |                 |           |                                              |

### Elecciones parlamentarias
| Año  | Congresistas | Congresistas    | Congresistas | Posición | Notas                                        |
| Año  | Votos        | %               | Escaños      | Posición | Notas                                        |
| ---- | ------------ | --------------- | ------------ | -------- | -------------------------------------------- |
| 2016 | 14 663       | \| \| 0.12 % \| | 0/130        | 11.º     | Primera participación electoral del partido. |
|      | 0.12 %       |                 |              |          |                                              |